# دانشگاه اسلو

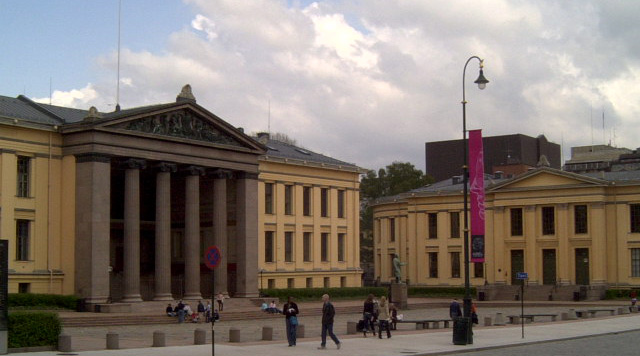
پردیس مرکزی دانشگاه

دانشگاه اسلو (به نروژی: Universitetet i Oslo)(به لاتین: Universitas Osloensis)، یکی از دانشگاه‌های دولتی نروژ و قدیمی‌ترین، بزرگترین و پرافتخارترین دانشگاه در نروژ است. این دانشگاه در سال ۱۸۱۱ میلادی با نام دانشگاه سلطنتی فردریک گشایش یافت. دانشگاه از دانشگاه تازه تأسیس هومبولت برلین الگو برداری شد و نامش را از فردریک ششم پادشاه دانمارک-نروژ دریافت کرد. نام این دانشگاه در سال ۱۹۳۹ به دانشگاه اسلو تغییر یافت.
دانشگاه اسلو دارای دانشکده‌های الهیات، حقوق، پزشکی، علوم انسانی، ریاضیات (مهندسی و علوم پایه)، علوم طبیعی، علوم اجتماعی، آموزش و دندان پزشکی است. ساختمان اصلی دانشگاه همچنان در مرکز شهر در کنار تئاتر ملی، کاخ پادشاهی و مجلس نروژ قرار دارد. دیگر دانشکده‌ها همگی در محله بلیندرن (Blindern) قرار دارند که از سال ۱۹۳۰، میزبان دانشکده‌های دانشگاه اسلو بوده‌است. دانشکده پزشکی دانشگاه اسلو بین چند بیمارستان اسلو پخش شده‌است.

## جوایز نوبل
پژوهشگران این دانشگاه تاکنون ۵ بار موفق به دریافت جایزه نوبل شده‌اند:
- فریتیوف نانسن - سال ۱۹۲۲ - با وجود اینکه کار علمی او باعث نائل شدنش به این جایزه نشد - صلح
- راگنار فریش (Ragnar Frisch) - سال ۱۹۶۹ - اقتصاد
- آد هسل (Odd Hassel) - سال ۱۹۶۹ - شیمی
- ایوار گیوِر (Ivar Giæver) - سال ۱۹۷۳ - فیزیک
- تریگوه هاولمو (Trygve Haavelmo) - سال ۱۹۸۹ - اقتصاد